# Якутск (аэропорт)
Международный аэропорт «Якутск» имени Платона Ойунского (якут. Былатыан Ойуунускай аатынан аан дойдутааҕы Дьокуускай аэропорт; ИАТА: YKS, ИКАО: UEEE) — международный аэропорт федерального значения в одноимённом городе, столице Республики Саха (Якутия).
В аэропорту базируются авиакомпании «Якутия» и «Полярные авиалинии».
Аэропорт «Якутск» является единственным в мире аэропортом-полигоном для испытаний новой авиационной техники в условиях низких температур.

## История
9 декабря 2010 г. Государственное унитарное предприятие «Аэропорт Якутск» путём реорганизации преобразовано в Открытое акционерное общество «Аэропорт Якутск», а в феврале 2015 г. его наименование изменено на Акционерное общество «Аэропорт Якутск».

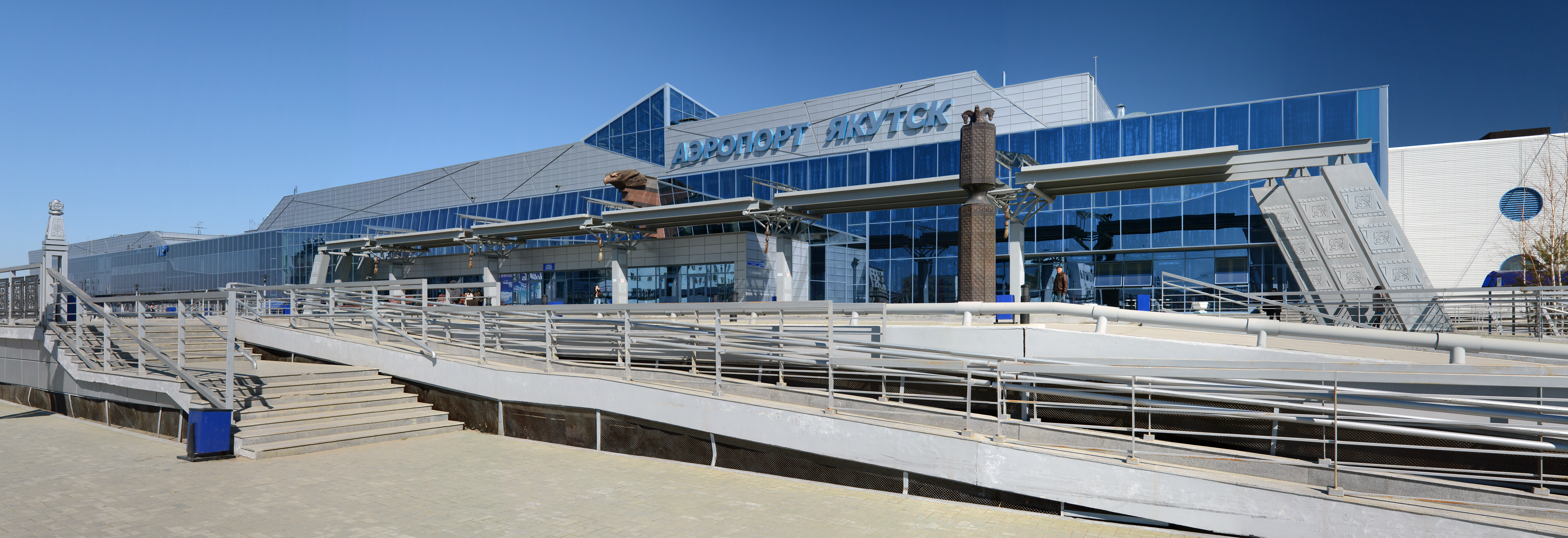
Пассажирский терминал аэропорта «Якутск»

29 июня 2012 г. открылся новый пассажирский терминал аэропорта площадью 17,5 тыс. м², отвечающий международным требованиям класса «С» по уровню комфорта и безопасности. Пропускная способность нового терминала составляет 700 пассажиров в час, он оснащен тремя телескопическими трапами, четырьмя эскалаторами, шестью лифтами. Также в новом аэровокзале предусмотрены зона выдачи багажа, отдельный зал для обслуживания пассажиров, путешествующих бизнес-классом и отдельный vip-зал.
«На сегодняшний день это лучший аэропорт страны. Но главное, что в нём есть своя изюминка, свой колорит. Он играет важную роль в транспортной схеме не только Дальнего Востока, но и в масштабах всей страны», — отметил руководитель ФАВТ Министерства транспорта РФ Александр Нерадько на церемонии открытия.
31 мая 2019 г. указом Президента России аэропорту присвоено имя Платона Ойунского, кандидатура которого набрала наибольшее количество голосов в ходе конкурса «Великие имена России».
В 2018 году начался ремонт ВПП, включающий замену бетонного покрытия полосы, закончившийся в октябре 2023 года. ВПП закрывалась для производства работ отдельными частями, при этом продолжая приём самолётов.

## Принимаемые типыВС
Ан-12, Ан-24, Ан-26, Ан-28, Ан-30, Ан-32, Ан-72, Ан-74, Ан-124, Ан-140, Ан-148, Ил-62, Ил-76, Ил-96, Ил-114, Л-410, Ту-134, Ту-154, Ту-204, Ту-214, Як-40, Як-42, Airbus A310, Airbus A319, Airbus A320, Airbus A321, Airbus A330, Boeing 737, Boeing 747, Boeing 757, Boeing 767, Boeing 777, Bombardier CRJ, Bombardier Dash 8, Sukhoi Superjet 100, ATR 72 и др. типы ВС категории А и В, вертолёты всех типов. Классификационное число ВПП (PCN) 53/R/B/W/T.

## Пассажирооборот
Данные из запроса в Викиданные.
| год                         | 2008 | 2009 | 2010 | 2011 | 2012 | 2013 | 2014 | 2015 | 2016 | 2017 | 2018 | 2019 | 2020 | 2021 | 2022 |
| Пассажирооборот, тыс. пасс. | 545  | 527  | 577  | 649  | 747  | 840  | 870  | 872  | 876  | 902  | 908  | 949  | 583  | 797  | 986  |
| Обработано грузов, тыс. т   |      | 12,8 | 14,8 | 15,3 | 15,0 | 16,0 | 15,1 | 11,1 | 11,0 | 13,1 | 12,3 | 11,2 | 9,80 | 8,80 |      |

## Маршрутная сеть

### Международные авиалинии
- - Рейсы в город Сеул Республики Корея временно не выполняются

## Транспортное сообщение с аэропортом «Якутск»
Городские маршруты: 4 (Залог - Микрорайон Газовиков); 100 (Медцентр - Аэропорт). Пригородный маршрут 102 (Автовокзал Якутск - Маган).

## Галерея

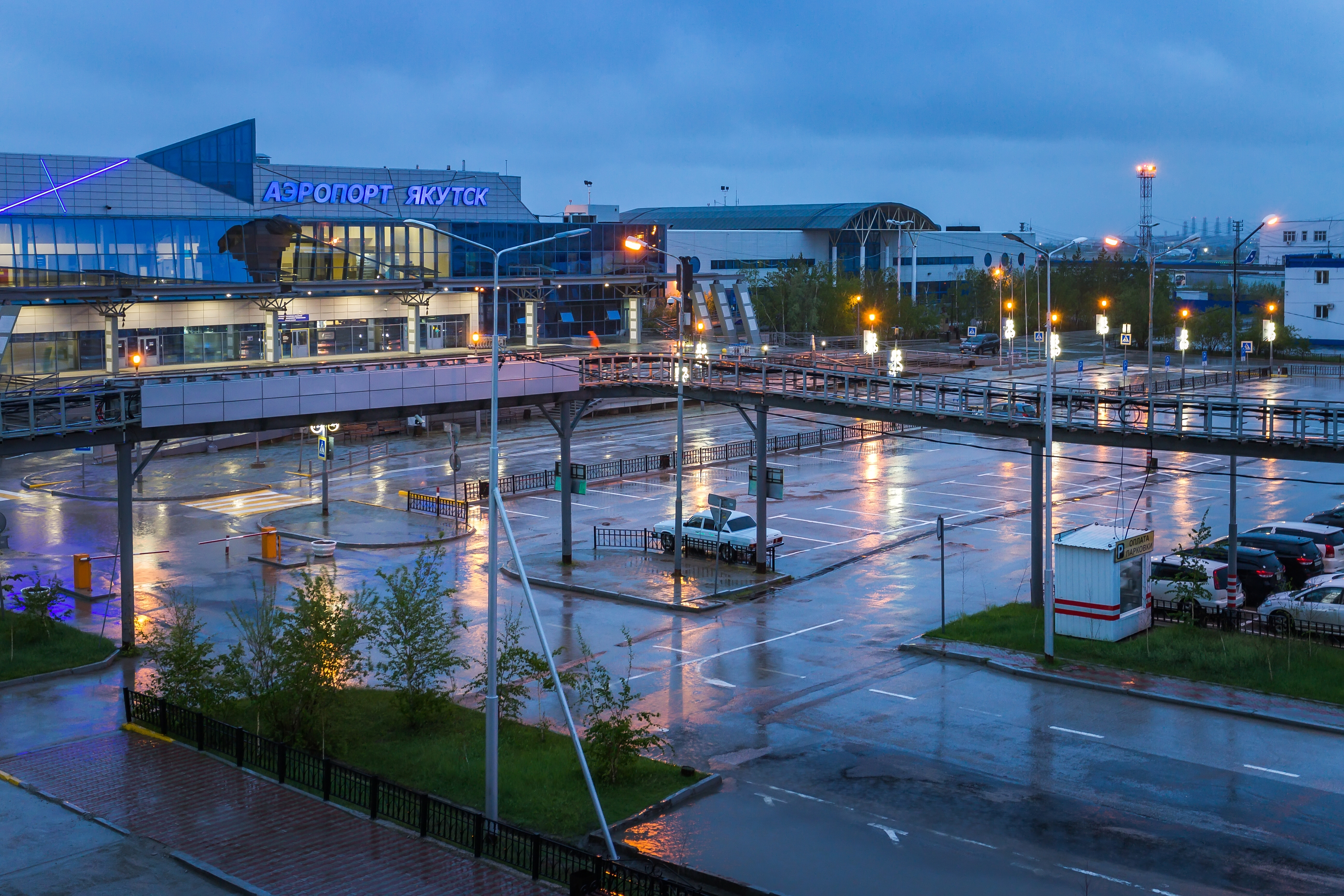
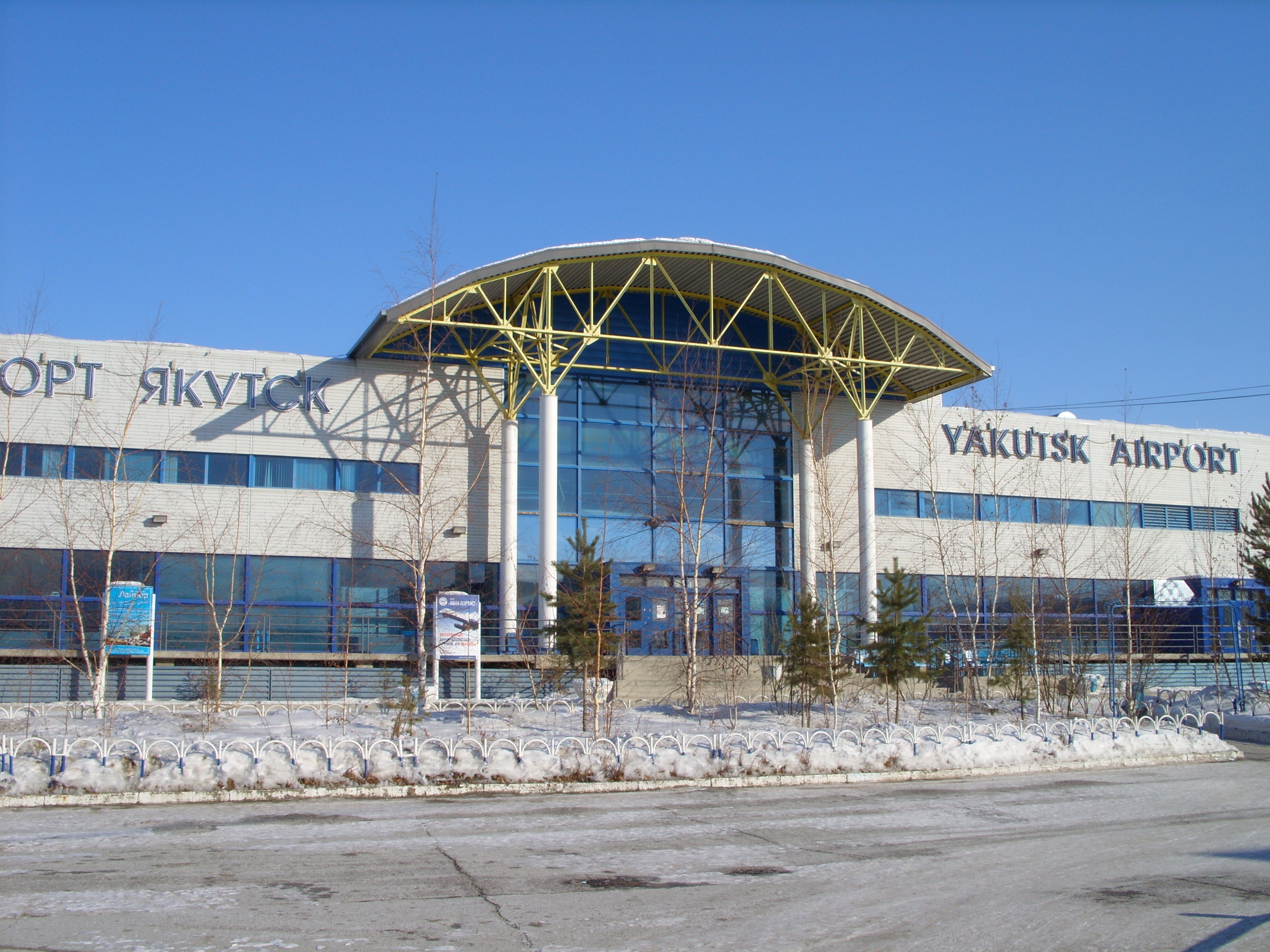
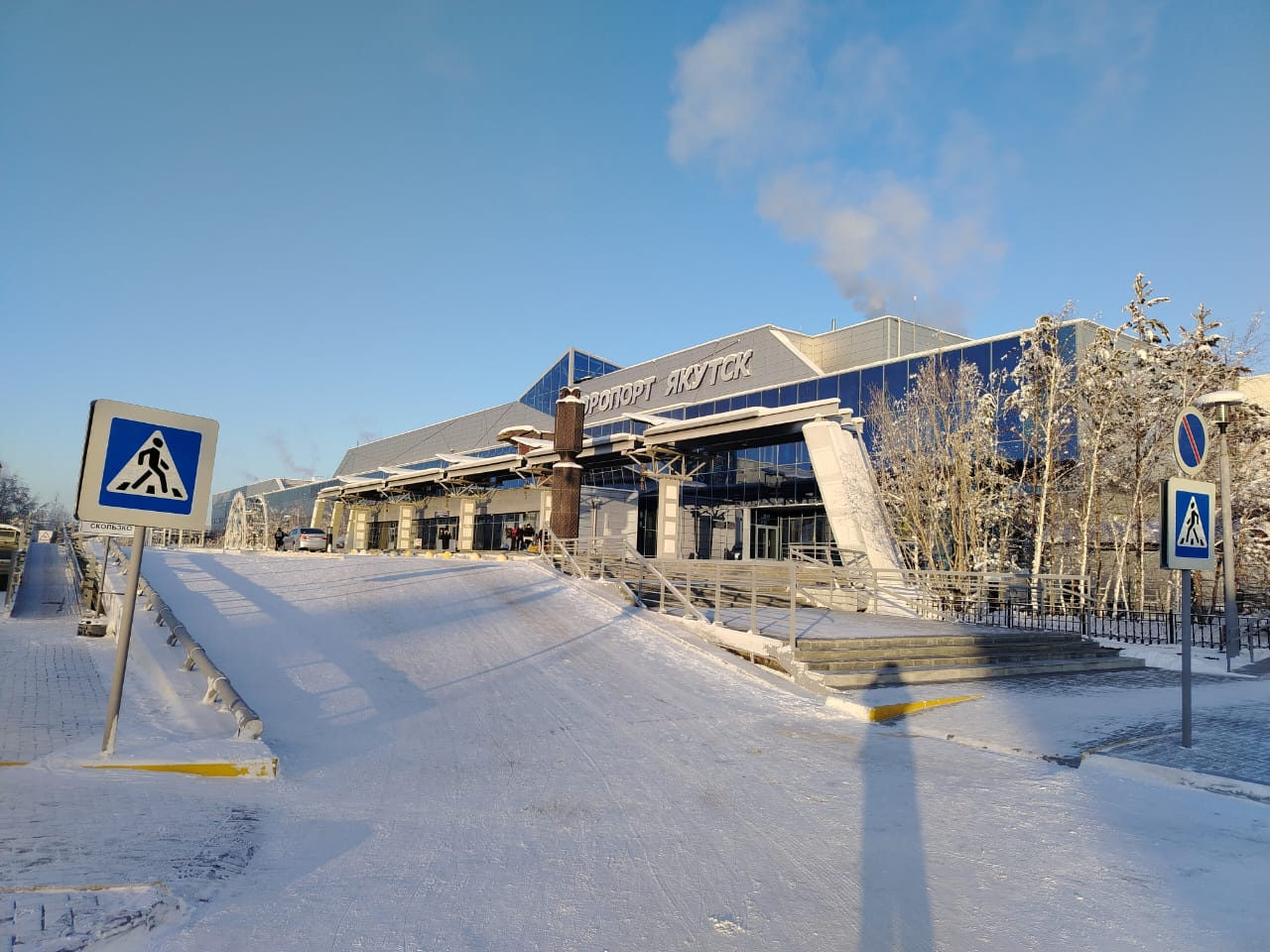
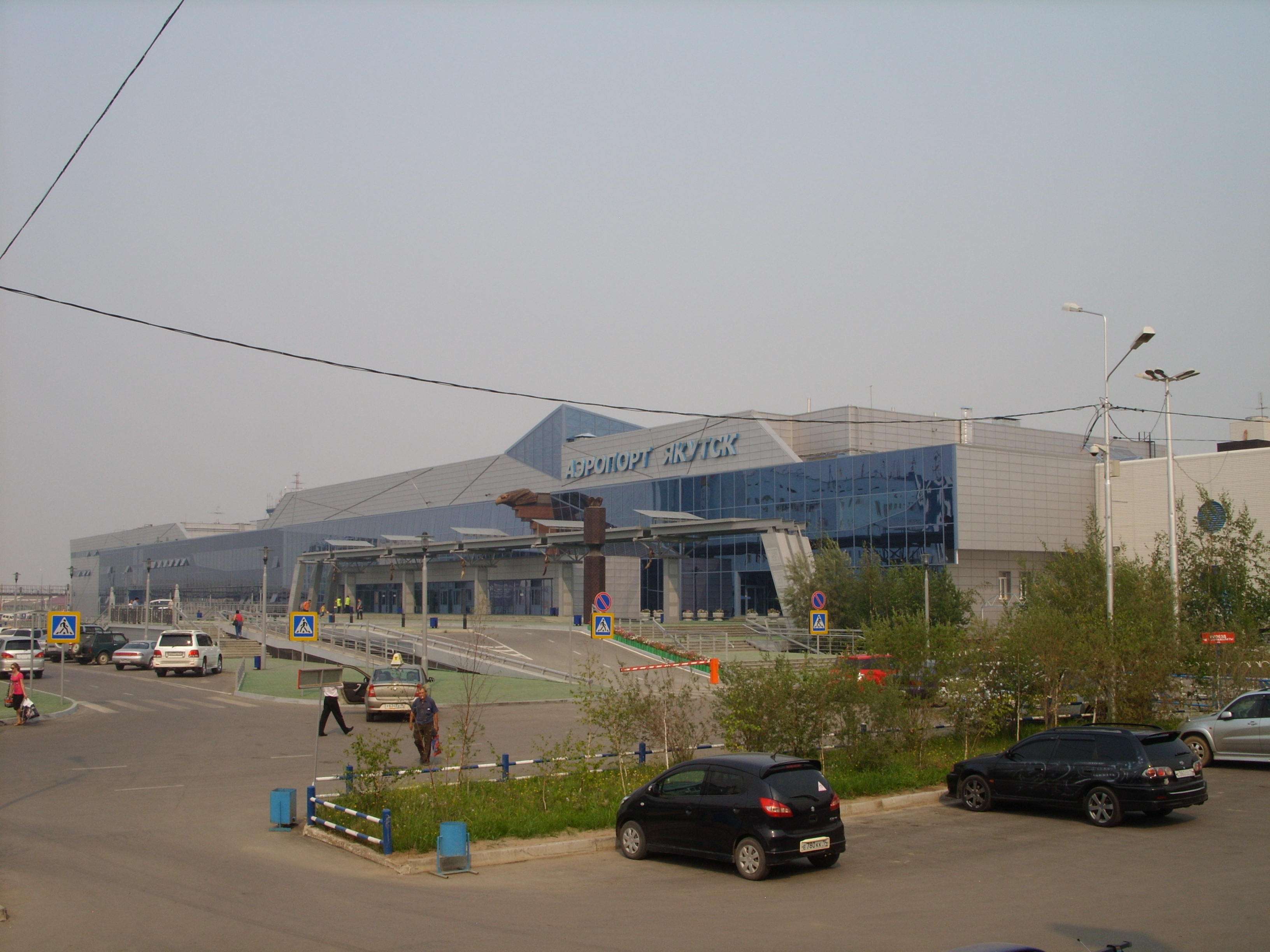
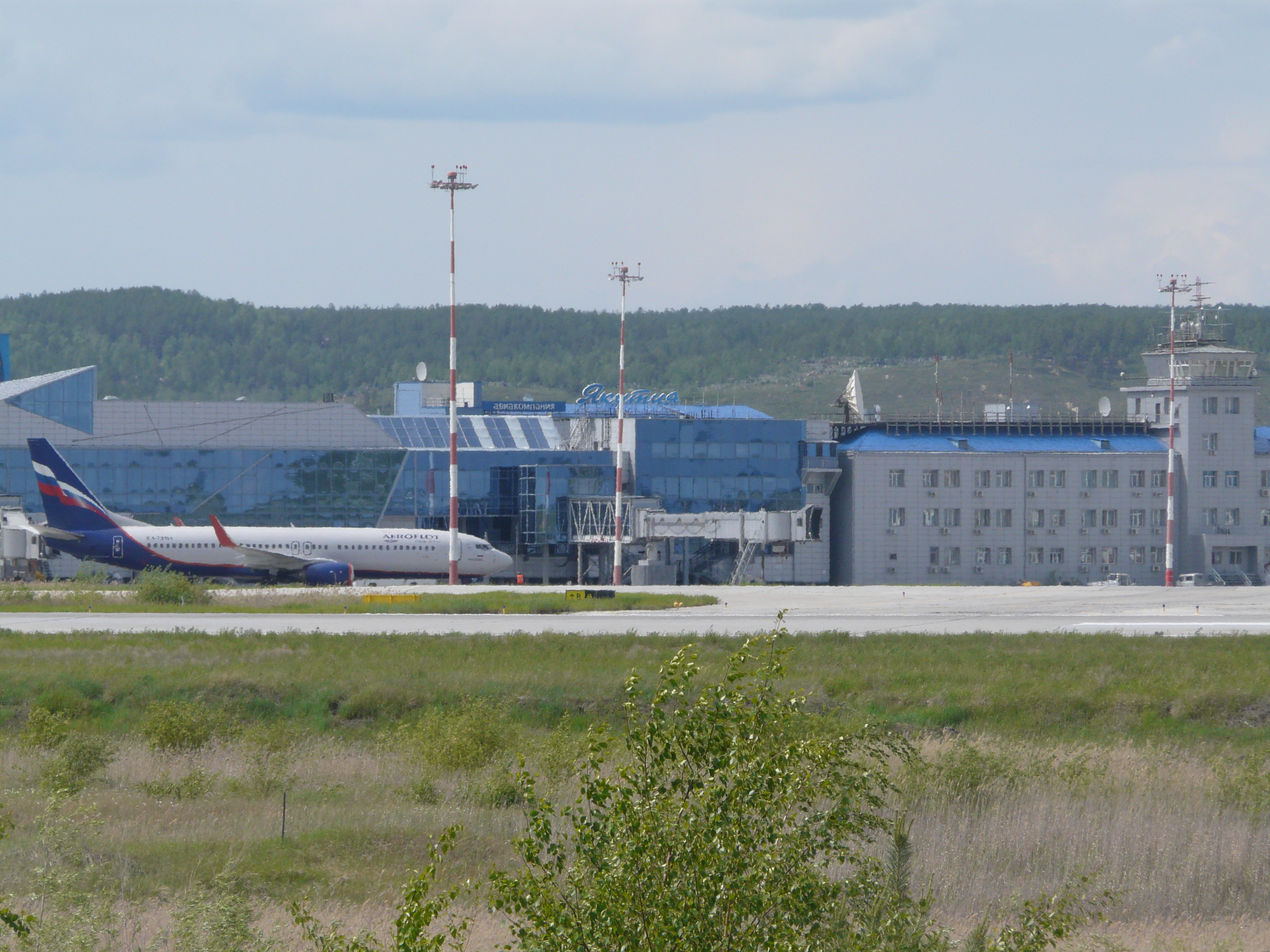
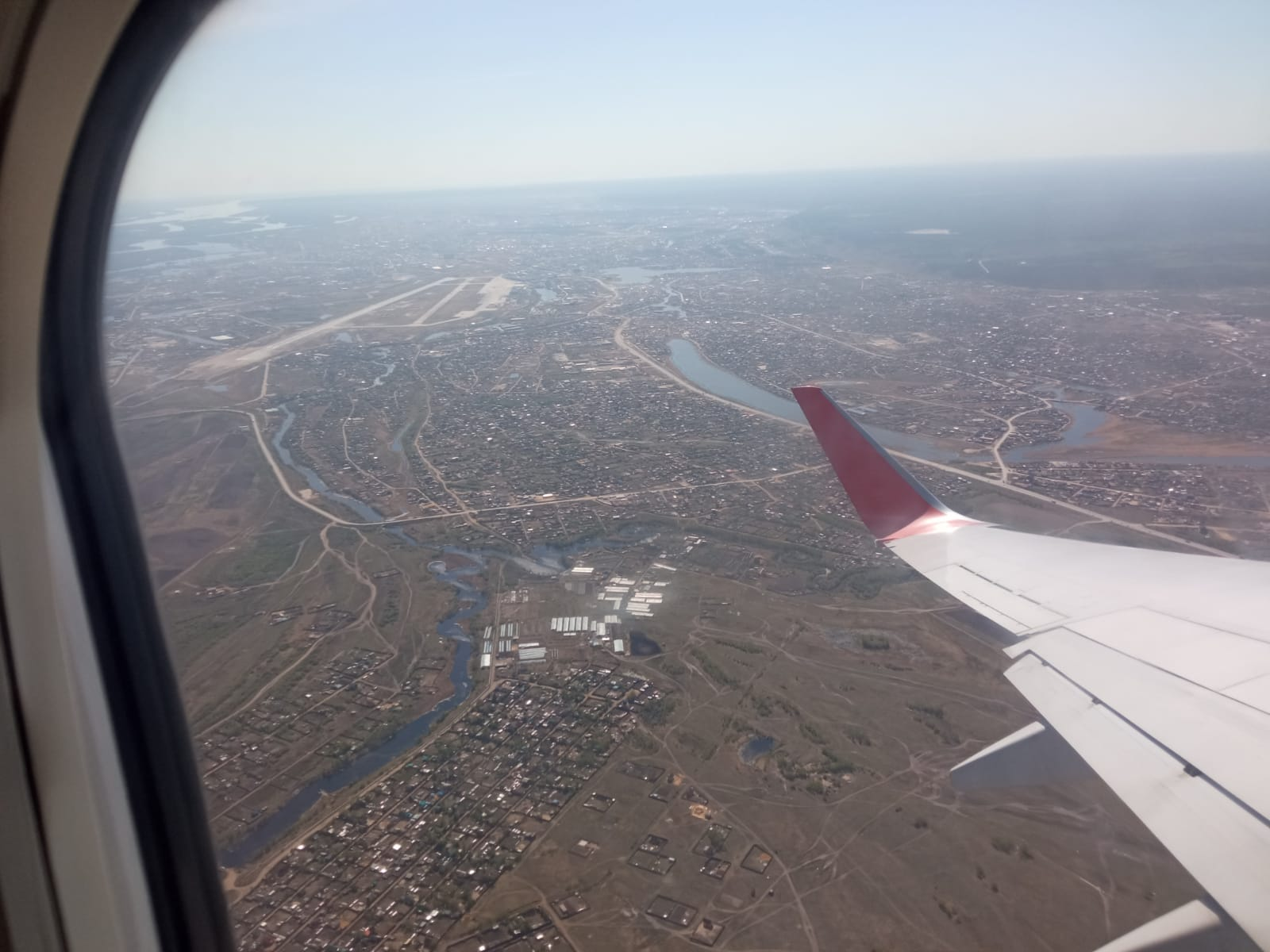
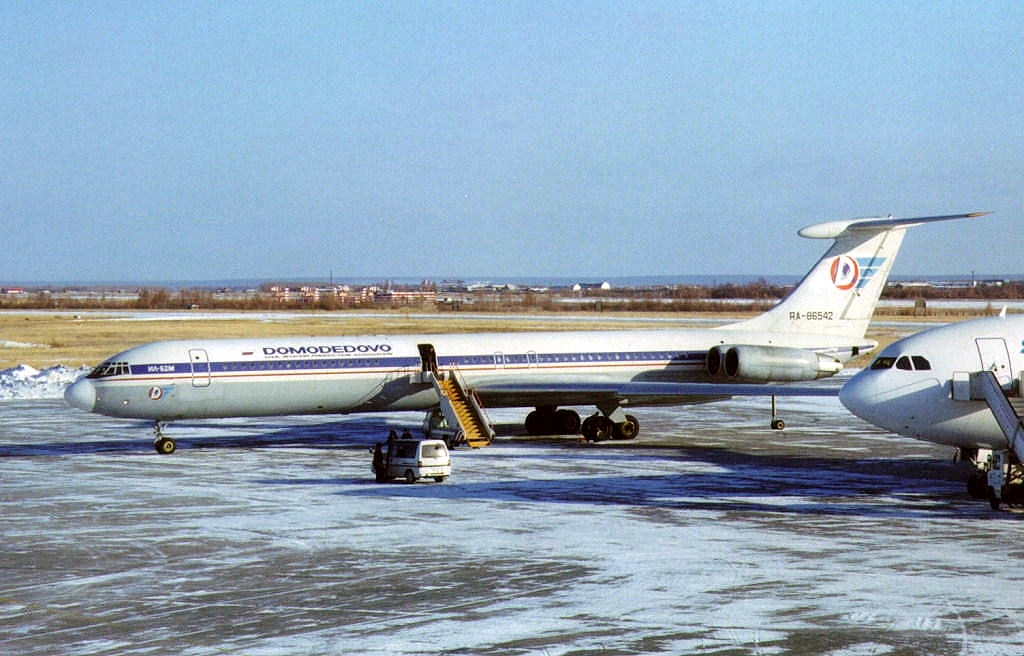
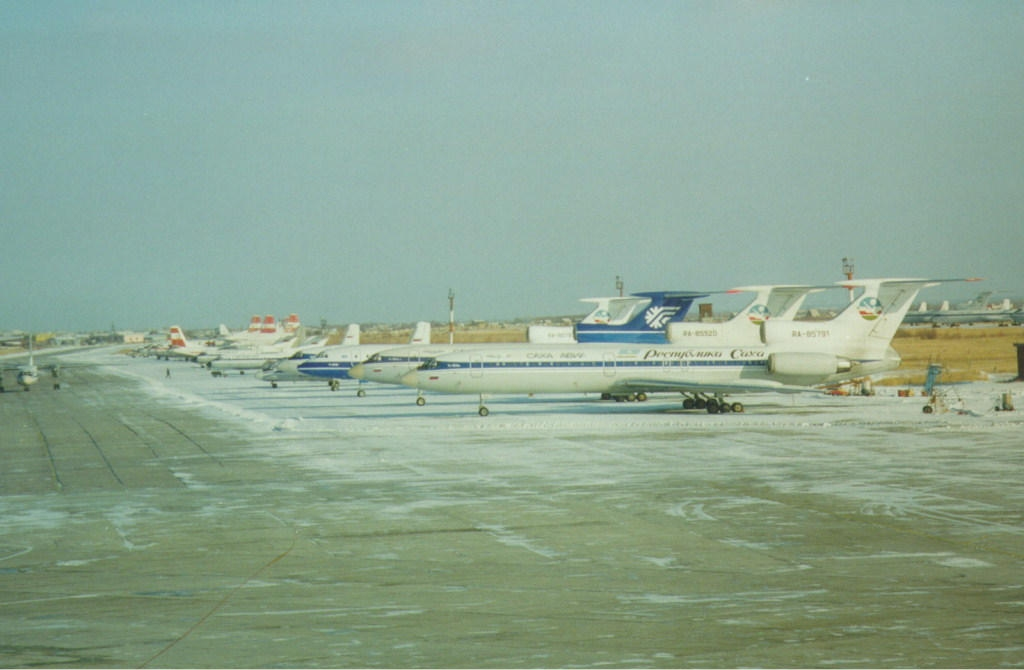
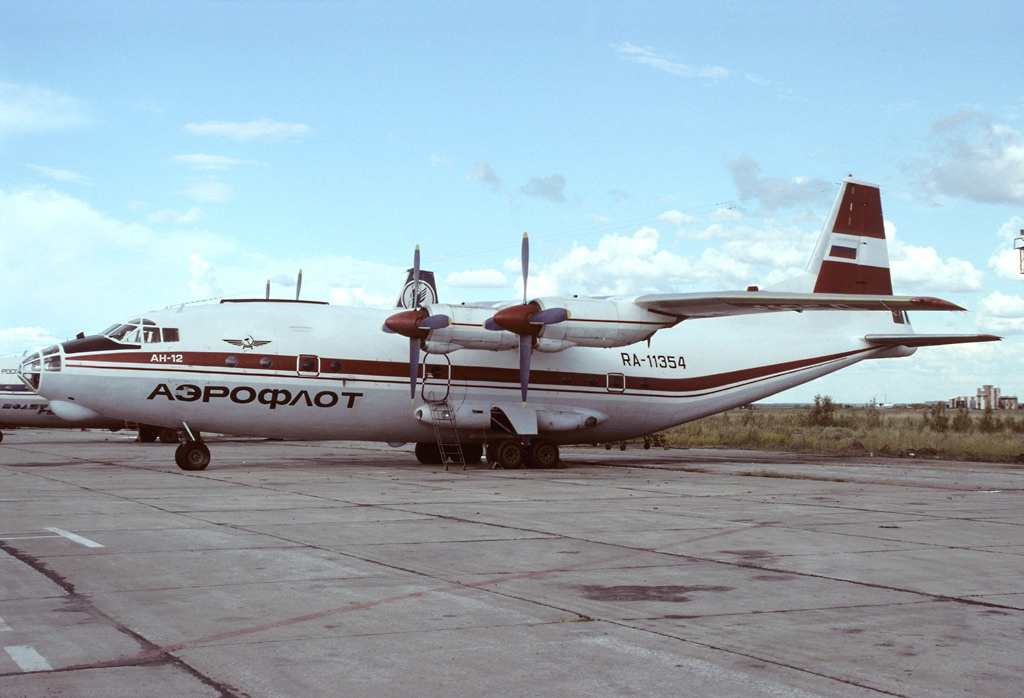
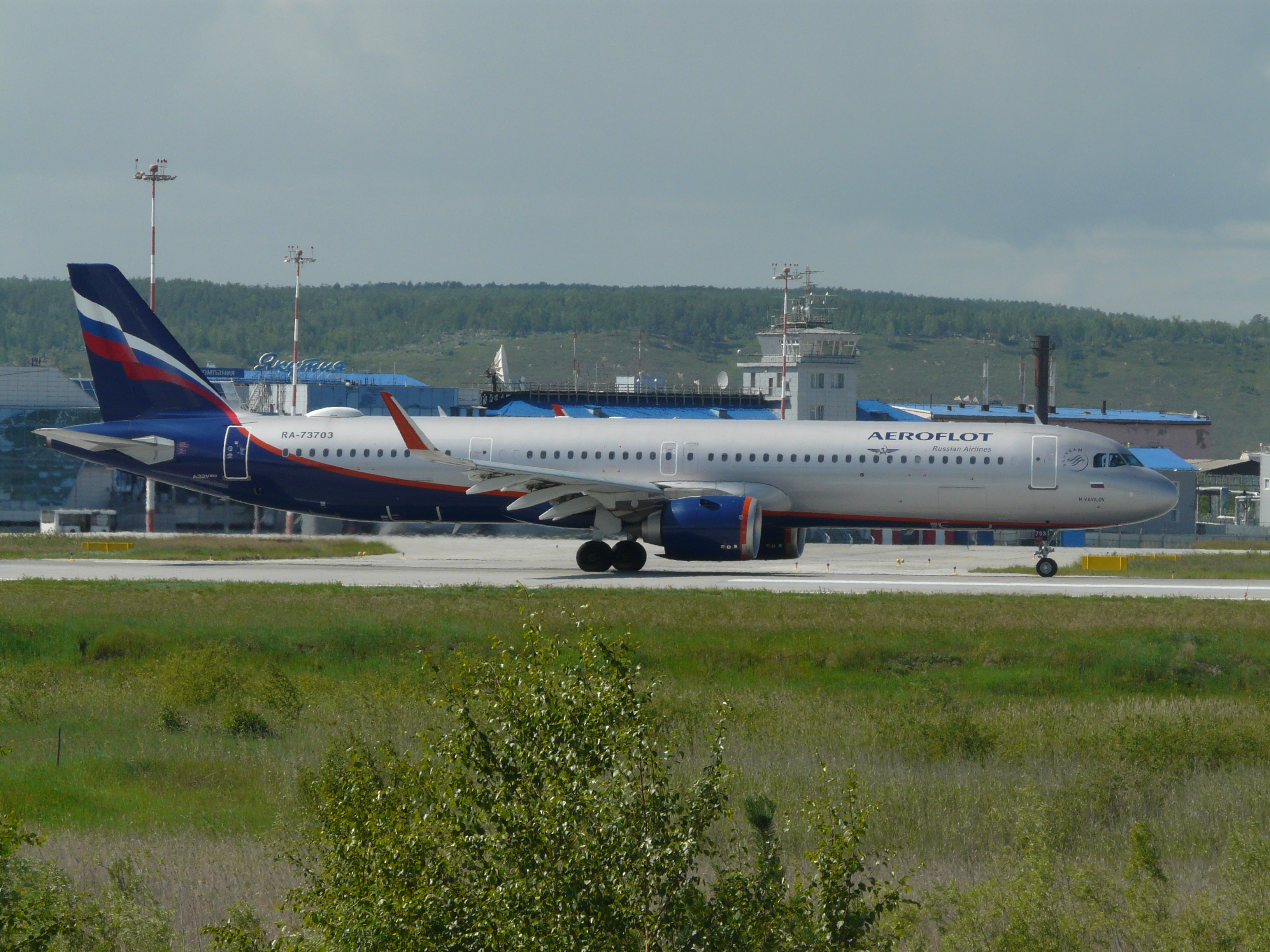
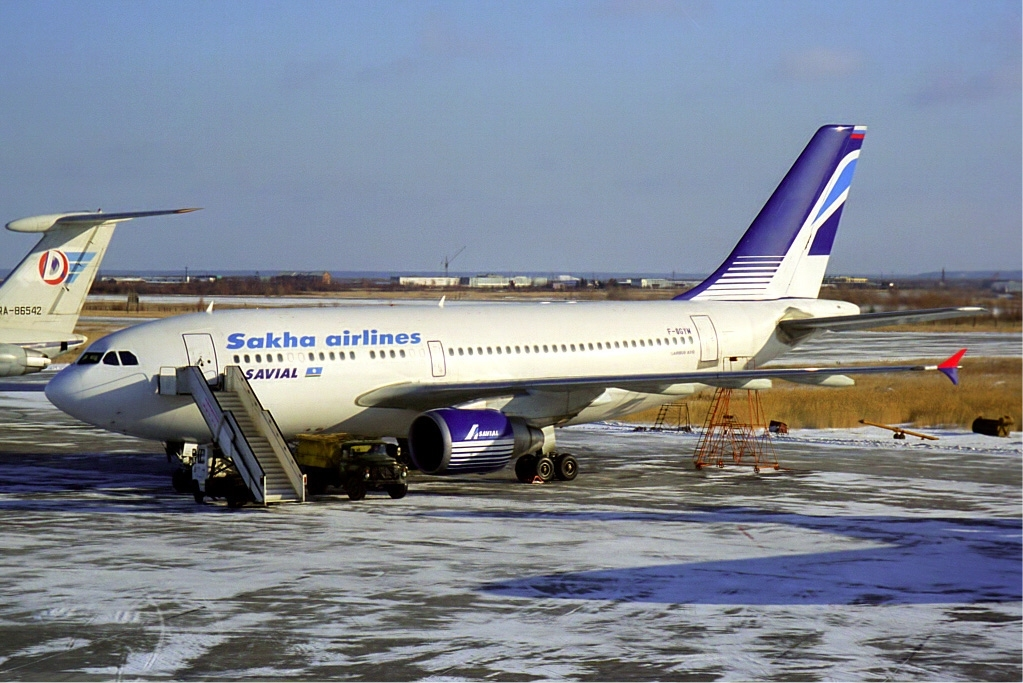
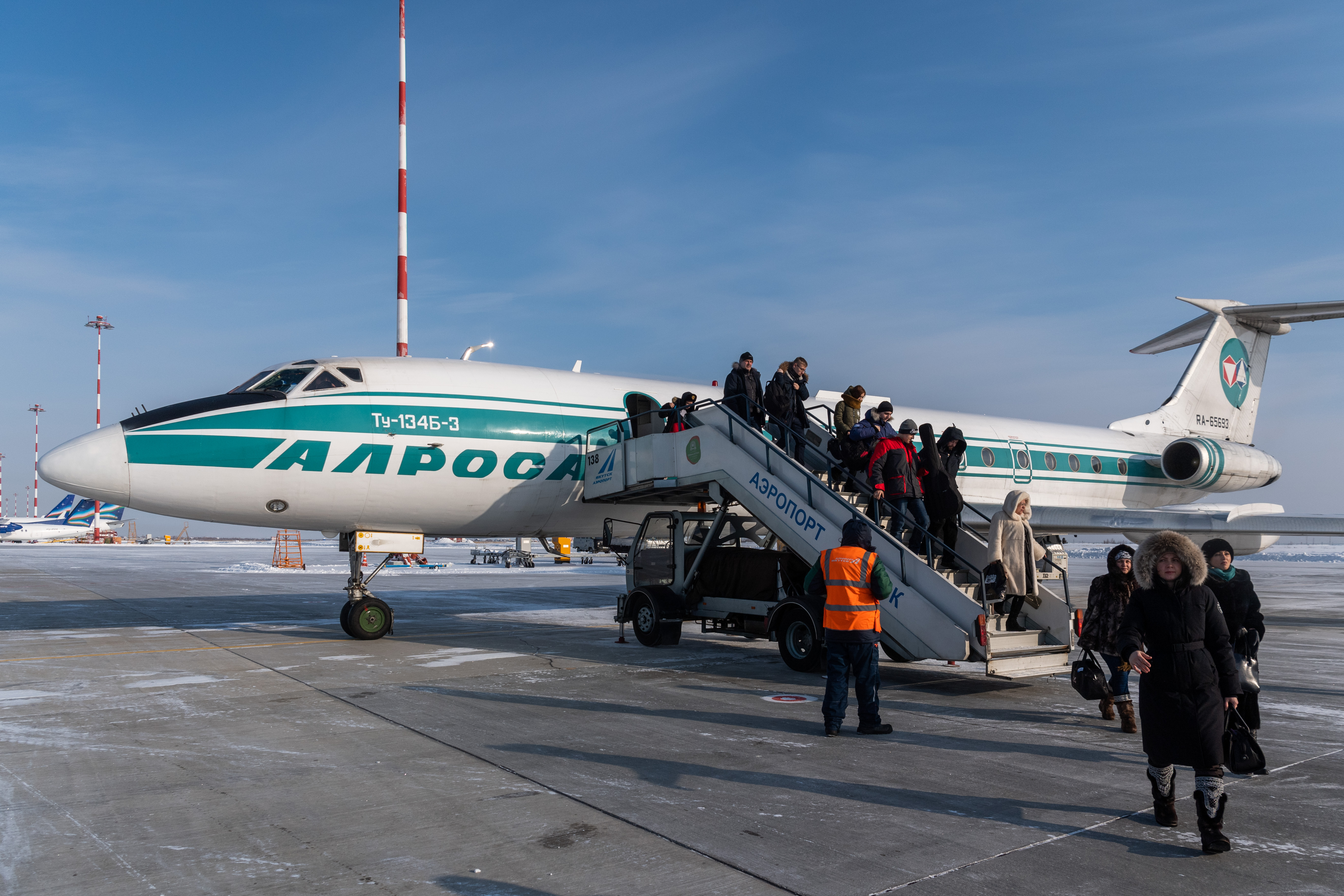
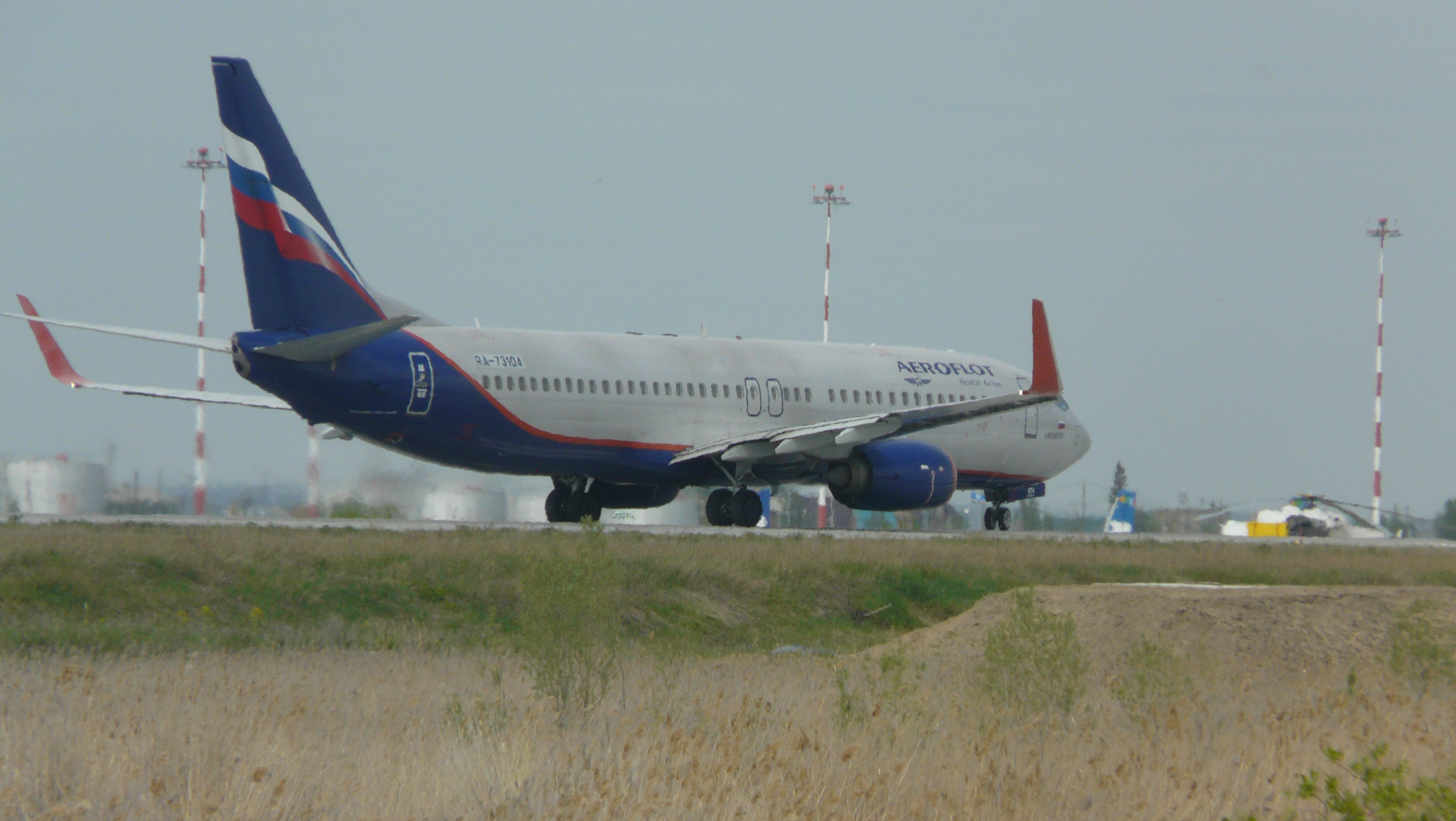
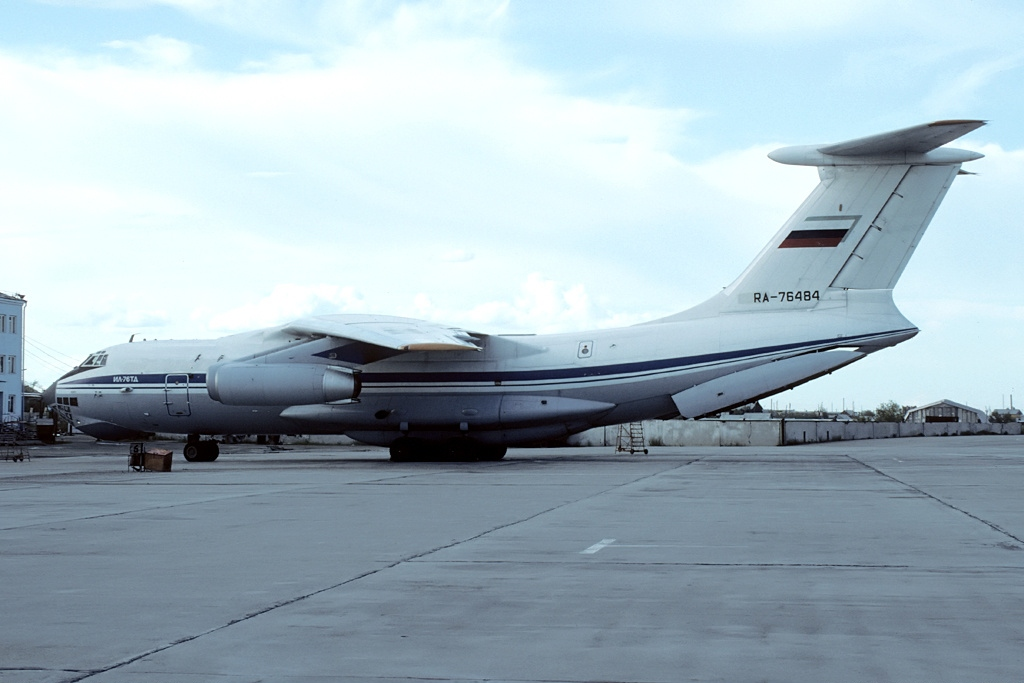
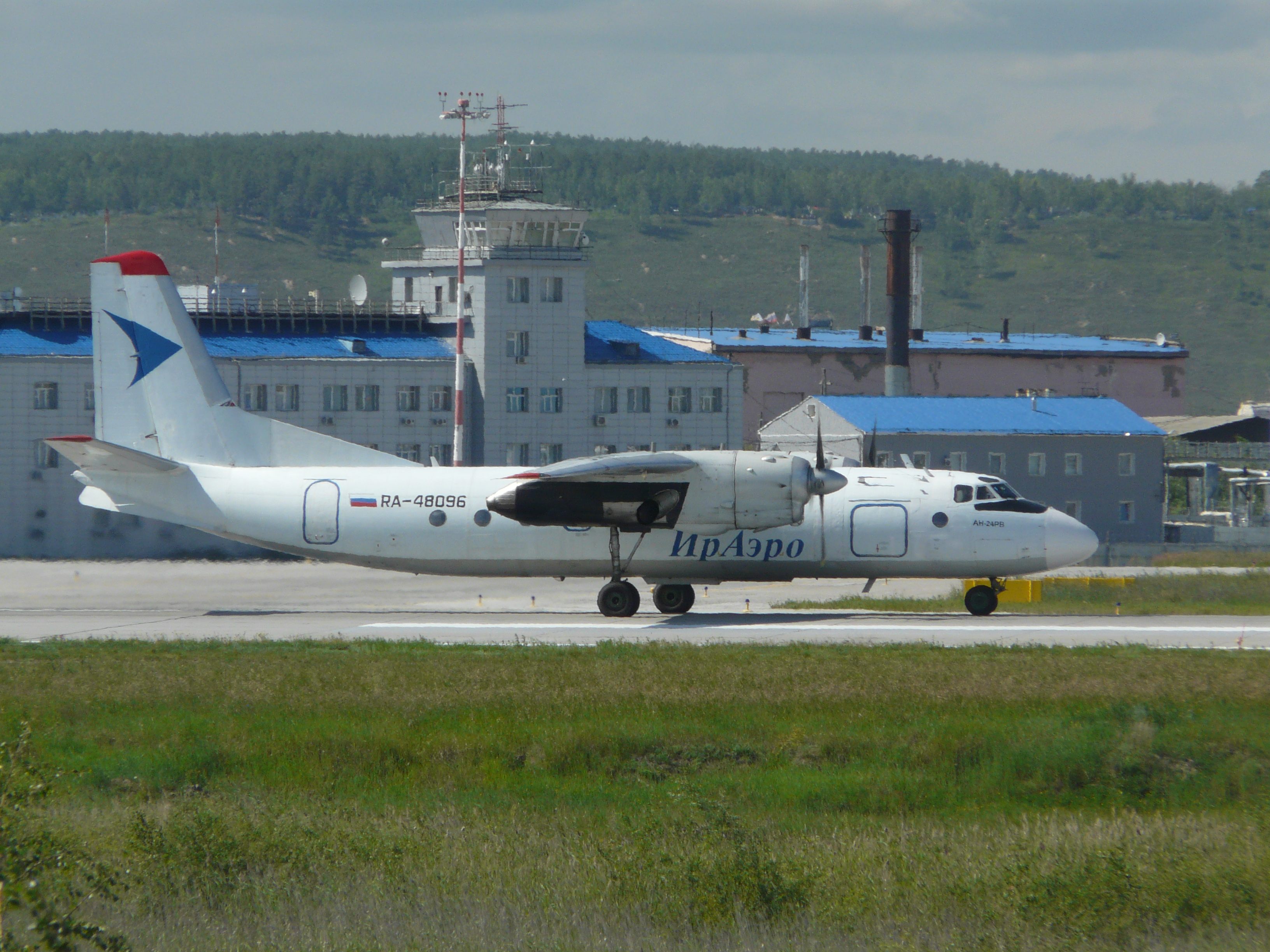
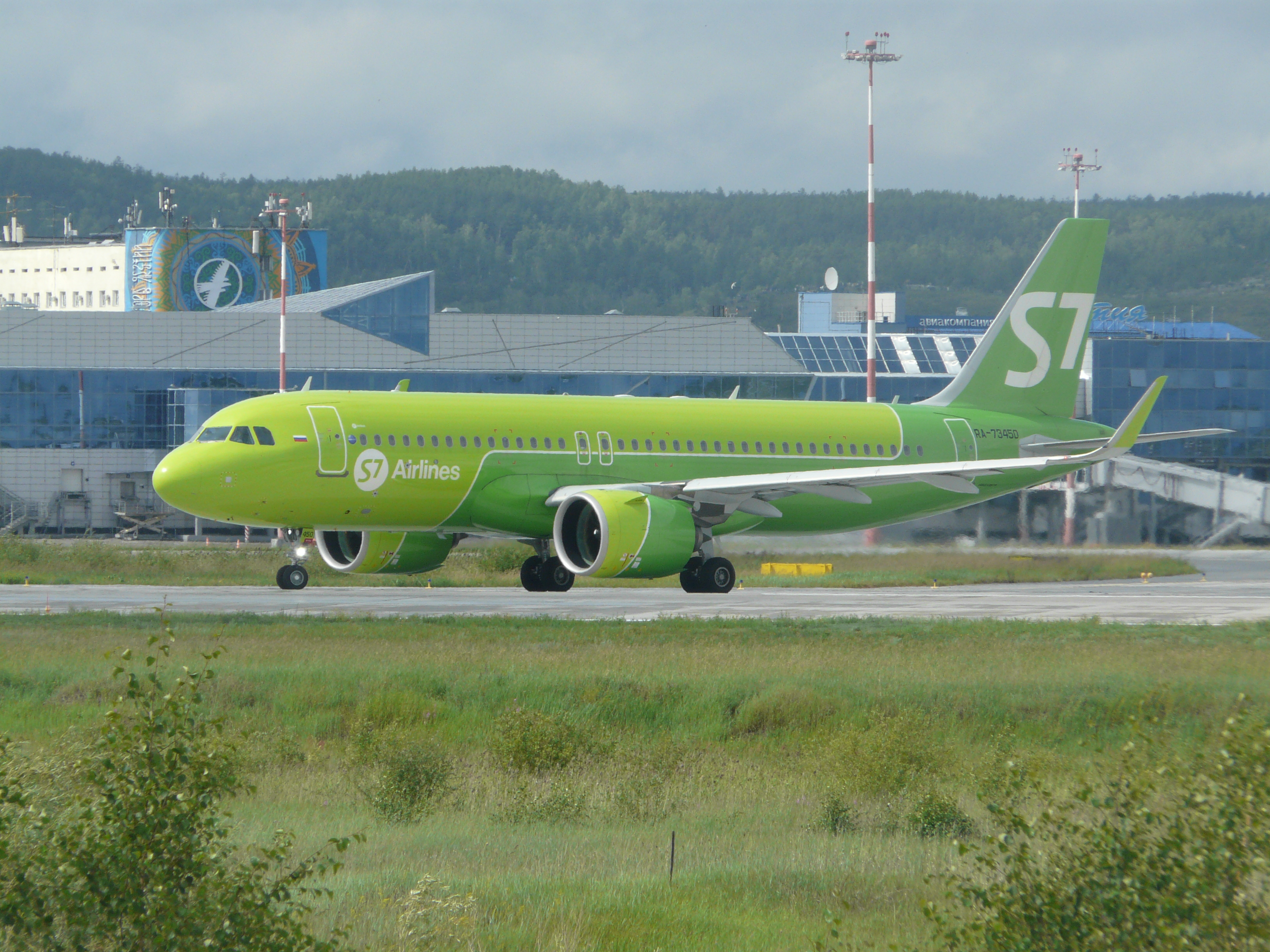